# Ernest William Sansom

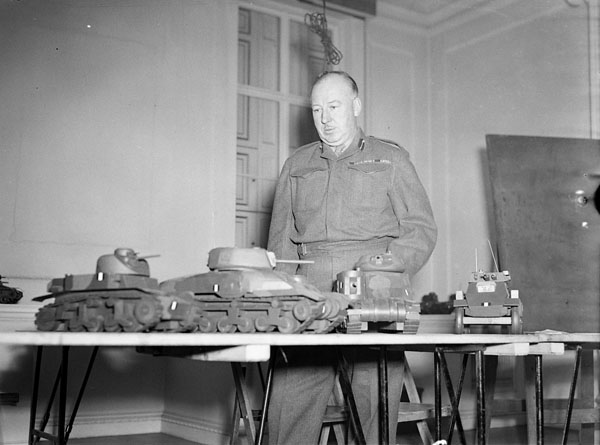
Generalleutnant Ernest William Sansom

Ernest William Sansom, CB, DSO (* 18. Dezember 1890 in Stanley, New Brunswick; † 18. Oktober 1982 in Fredericton, New Brunswick) war ein kanadischer Offizier, der zuletzt als Generalleutnant 1945 Generalinspekteur des Nationalen Verteidigungshauptquartiers war.

## Leben
Ernest William Sansom trat 1907 in die Canadian Militia und nahm als Angehöriger der Kanadischen Expeditionsstreitkräfte CEF (Canadian Expeditionary Force) am Ersten Weltkrieg teil. Er erhielt am 13. Februar 1919 den Brevet-Rang eines Oberstleutnants und 1919 für seine Verdienste den Distinguished Service Order (DSO). Am 1. Januar 1920 wurde er zum Oberstleutnant befördert und übernahm im Laufe der nächsten Jahre verschiedene Funktionen. Er war zwischen dem 7. Juli 1926 und dem 30. September 1927 Offizier im Generalstab des 6. Militärbezirks sowie vom 1. Oktober 1927 bis zum 30. April 1931 Zweiter Generalstabsoffizier im Nationalen Verteidigungshauptquartier (National Defence Headquarters), ehe er zwischen dem 1. Mai 1931 und dem 30. April 1935 Assistierender Adjutant und Generalquartiermeister des 12. Militärbezirks war. Danach fungierte vom 1. Mai 1935 bis zum 24. Dezember 1936 als Generalstabsoffizier im Generalstab des 4. Militärbezirks. Nachdem ihm der vorübergehende Rang eines Obersts (Temporary Colonel) verliehen wurde, war er zwischen dem 25. Dezember 1936 und dem 31. Dezember 1937 kommissarischer Direktor für Militärische Ausbildung und Stabsdienste im Nationalen Verteidigungshauptquartier. Er bekleidete danach vom 1. Januar 1938 bis zum 16. Oktober 1939 den Posten als Direktor für Militärische Ausbildung und Stabsdienste im Nationalen Verteidigungshauptquartier.
Im Anschluss fungierte er während des Zweiten Weltkrieges zwischen dem 17. Oktober 1939 und dem 5. Juli 1940 als Assistierender Adjutant und Generalquartiermeister der im Vereinigten Königreich stationierten 1. Kanadischen Division (1st Canadian Division). In dieser Verwendung wurde ihm am 13. Mai 1940 den vorübergehenden Rang eines Brigadegenerals (Temporary Brigadier) verliehen. Er war vom 26. Juli bis zum 25. Oktober 1940 stellvertretender Generaladjutant im Kanadischen Militärischen Hauptquartier im Vereinigten Königreich. Nach seiner Beförderung zum Generalmajor war er zunächst zwischen dem 26. Oktober 1940 und dem 13. März 1941 Kommandeur (General Officer Commanding) der 3. Kanadischen Division sowie vom 11. Februar bis zum 5. Juni 1941 zudem Kommandeur der 1. Kanadischen Panzerdivision (1st Canadian Armoured Division). Daraufhin fungierte er zwischen dem 6. Juni 1941 und dem 14. Januar 1943 als Kommandeur der im Vereinigten Königreich stationierten 5. Panzerdivision.
Am 15. Januar 1943 wurde Ernest William Sansom zum Generalleutnant befördert, woraufhin er vom 15. Januar 1943 bis zum 29. Januar 1944 Kommandierender General des II. Kanadischen Korps (II Canadian Corps), das ebenfalls im Vereinigten Königreich stationiert war. Mit diesem nahm er im März 1943 an der Übung „Spartan“ teil. Für seine Verdienste wurde er 1943 Companion des Order of the Bath (CB). Nachdem er sich zwischen Januar 1944 und Januar 1945 fast ein Jahr lang aus gesundheitlichen Gründen zur Genesung in Kanada befunden hatte, fungierte er zuletzt vom 8. Januar bis zu seinem Eintritt in den Ruhestand am 16. Mai 1945 Generalinspekteur des Nationalen Verteidigungshauptquartiers. Nach Kriegsende engagierte er sich für die Progressiv-konservative Partei Kanadas, für die er bei der Unterhauswahl am 11. Juni 1945 sowie bei einer Nachwahl 1947 im Wahlkreis York-Sunbury zwei Mal erfolglos für einen Sitz im Unterhaus kandidierte.
Sansom war zwei Mal verheiratet. Aus seiner ersten, 1917 geschlossenen Ehe mit der 1927 verstorbenen Eileen Curzon-Smith gingen zwei Töchter hervor. In zweiter Ehe heiratete er 1930 Lucy Aymor Waddell, die 1974 verstarb. Aus dieser Ehe ging ein weiteres Kind hervor.